# Казиков, Игорь Борисович
Игорь Борисович Казиков (род. 31 декабря 1950, Канаш) — советский и российский учёный-педагог и спортивный администратор. Доктор педагогических наук, профессор. Мастер спорта СССР по лыжному спорту. Профессор кафедры физической подготовки Московского университета МВД России.
В прошлом Первый вице-президент Олимпийского комитета России. Заместитель Генерального директора по спорту Олимпийского комитета России (2017—2018).

## Биография
Родился 31 декабря 1950 года в городе Канаше Чувашской АССР в семье машиниста локомотивного депо — Казикова Бориса Федоровича (1925 г. р.).
В 1972 году окончил Киевский институт физической культуры. В 1980 году окончил Киевский институт народного хозяйства. В 1972—1975 годах — инструктор по физической культуре, председатель районного спорткомитета Киева. В 1975—1988 годах — секретарь райкома комсомола Киева, заведующий отделом спортивной, оборонно-массовой работы Киевского горкома комсомола, инструктор отдела спортивной и оборонно-массовой работы ЦК ВЛКСМ.
В 1988—1994 годах — начальник Международного отдела, начальник Управления кадров ЦС ВФСО «Динамо». В 1994—2004 годах — первый заместитель руководителя рабочей группы, руководитель рабочей группы по подготовке к Олимпийским играм Олимпийского комитета России. В 2004 году — начальник Управления физической культуры и спорта Федерального агентства по физической культуре и спорту. Руководитель рабочей группы «Турин 2006» и «Пекин 2008». С 2004—2009 год — начальник Главного управления по обеспечению участия в Олимпийских играх Олимпийского комитета России. На Олимпийских играх в Атланте, Нагано, Сиднее, Афинах, Турине, Ванкувере являлся заместителем руководителя спортивной делегации. В 2009—2010 годах — первый вице-президент Олимпийского комитета России.
С 2010 года — советник Президента Олимпийского комитета России. Член Исполкома Федерации фристайла России. С ноября 2010 года — вице-президент Федерации триатлона России, президент Московской федерации триатлона. Руководитель делегации России на Европейских играх 2015 в Баку.
В период с 2010 по 2020 год Олег Борисович был вице-президентом Федерации триатлона России. Директор — руководитель главного управления по обеспечению участия в Олимпийских спортивных мероприятиях Общероссийского союза общественных объединений «Олимпийский комитет России» (2017).
В 2012 году — заместитель руководителя олимпийской делегации России на летних Олимпийских играх в Лондоне.
В 2016 году — руководитель российской делегации на летней Олимпиаде в Рио-де-Жанейро.
С июля 2019 года возглавил наблюдательный совет Федерации водного поло России. До 14 сентября 2021 года Олег Борисович являлся президентом Региональной спортивной общественной организации «Федерация триатлона города Москвы».
Профессор кафедры физической подготовки Московского университета МВД России. В 2004 году защитил докторскую диссертацию на тему «Система подготовки российских спортсменов к Играм Олимпиад в современных условиях развития спорта». Имеет 56 опубликованных научных трудов.

## Семья
Отец — Казиков Борис Федорович (25.07.1925 г. р.) — машинист локомотивного депо, член КПСС. Кавалер орденов Октябрьской революции, «Знак почёта»; Почётный гражданин города Канаш.
Мать — Казикова Клавдия Александровна (14.05.1924 г. р.).
Дочь — Казикова Анна Игоревна (15.11.1981 г. р.).

## Награды
- Орден Александра Невского (2014)
- Орден Почёта (2006)[7]
- Орден Дружбы (2002)[8]
- Орден «Знак Почёта» (1986)
- Медаль ордена «За заслуги перед Отечеством» II степени (2017)[9]
- Заслуженный работник физической культуры Российской Федерации (1997)[10]
- Почётная грамота Президента Российской Федерации (2015)
- Лауреат Лаврового приза Европейского олимпийского комитета (2015)
- Благодарность Президента Российской Федерации (2013)[11][12]
- Почетная грамота Президента ОКР (2018)[13].